# Věra Koťátková
Věra Koťátková, coniugata Štechrová (20 dicembre 1941), è un'ex cestista cecoslovacca.

## Carriera
Con la Cecoslovacchia ha disputato due edizioni dei Campionati mondiali (1964, 1967) e quattro dei Campionati europei (1962, 1964, 1966, 1968).